# Voyeurismus

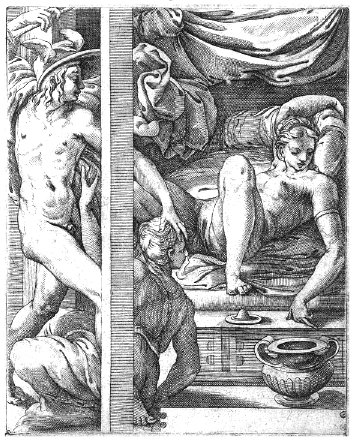
Merkur und Herse, Radierung von Gian Giacomo Caraglio

Voyeurismus (fr. voir für „sehen“ und voyeur für „Seher“, gelegentlich auch Skopophilie oder Skoptophilie) ist eine Form der Sexualität, bei der ein Voyeur (umgangssprachlich auch Spanner genannt) durch das Betrachten von seiner Präferenz entsprechenden, sich entkleidenden oder nackten Menschen oder durch das Beobachten sexueller Handlungen sexuell erregt wird. Im engeren Sinn bezeichnet der Begriff das heimliche Beobachten einer unwissenden Person, im weiteren Sinn jegliche Form der Lust am Betrachten. Das Gegenstück zum Voyeurismus ist der Exhibitionismus. Wissen Betrachter und ein sexuelle Handlungen ausführendes Paar voneinander, spricht man von Candaulismus.

## Formen des klassischen Voyeurismus

### Allgemeiner Voyeurismus

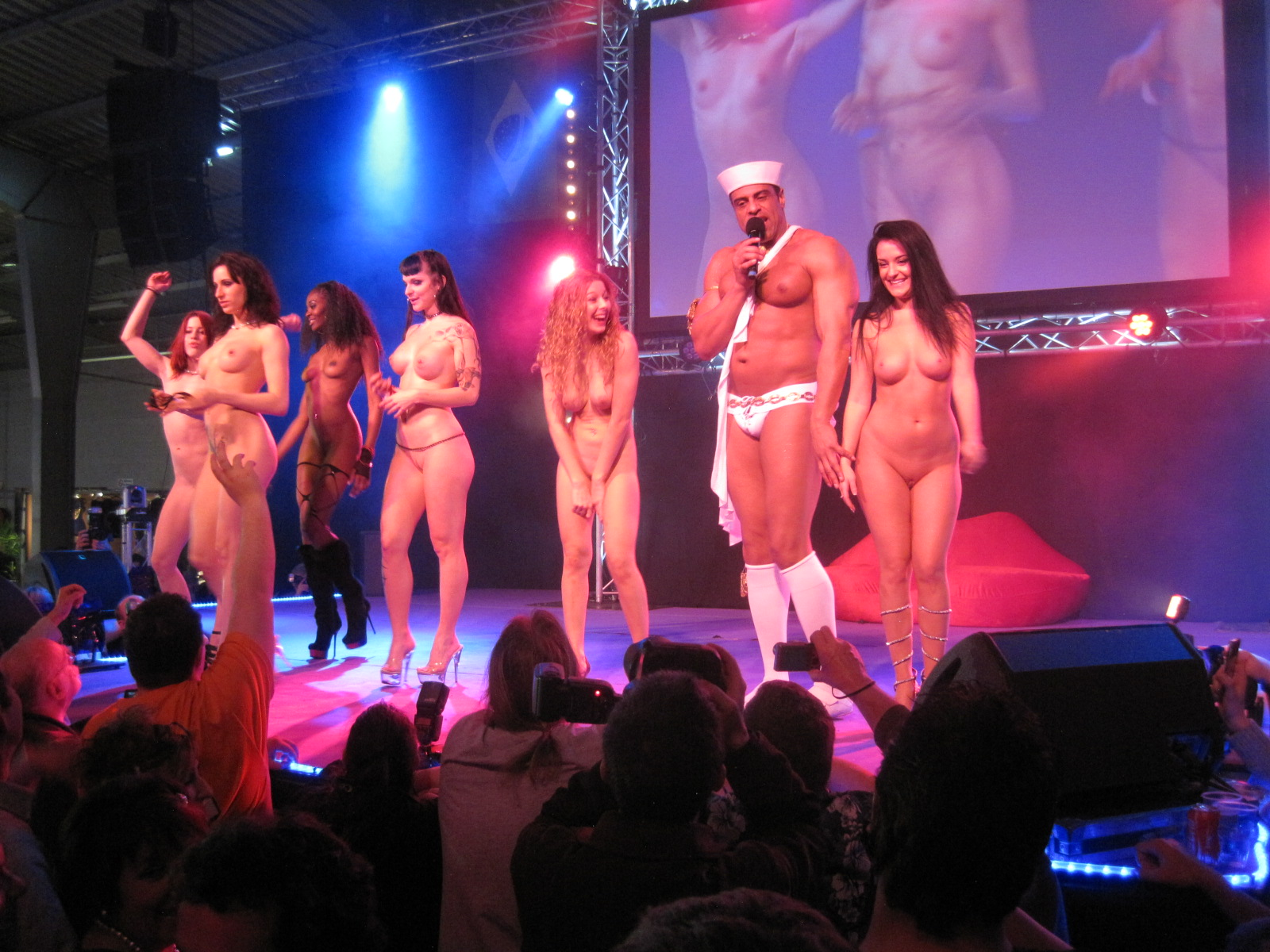
Striptease-Show

Im weitesten Sinne bezeichnet der Begriff jegliche Form der Betrachtung nackter oder sexuell aktiver Menschen zum Zweck der Luststeigerung. Die Lust am Schauen wird heutzutage vielfach zu kommerziellen Zwecken genutzt. Dazu zählen direkte Formen wie Striptease oder Peepshows, aber auch technisch vermittelte Darstellungen, wie sie in der Regel mittels Pornografie erfolgen. Auch in nichtkommerziellen Kontexten kann dies genutzt werden, wenn etwa der eigene Partner durch kunstvolles Entkleiden stimuliert werden soll. Eine gewisse Lust am Betrachten anderer Personen in sexuellen Kontexten kann als völlig normal erachtet werden: Nach einer kanadischen Studie betrachten 70 % der Männer und 40 % der Frauen gern andere beim Sex.

### Heimlicher Voyeurismus

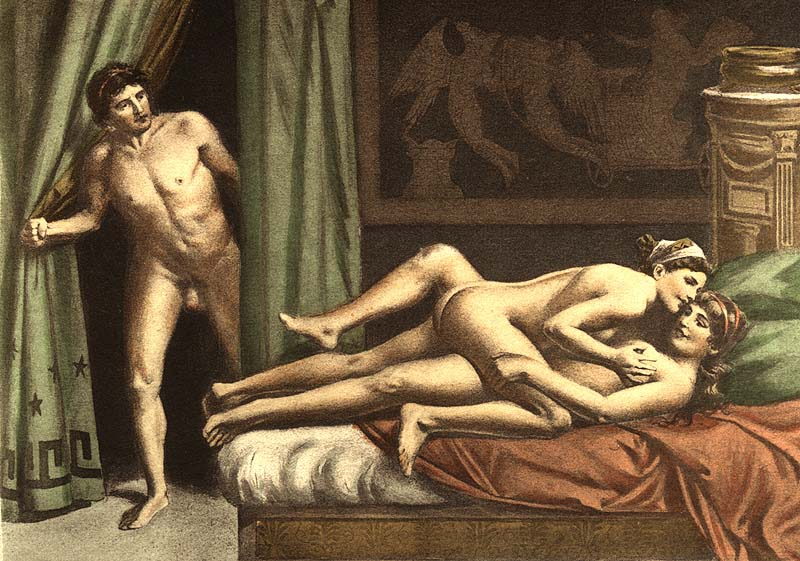
Voyeurismus von Édouard-Henri Avril

Die sexuelle Erregung beim „Spannen“ wird hierbei durch das heimliche Betrachten der Geschlechtsorgane und/oder des Gesäßes und durch den Reiz des heimlichen Tabubruches gesteigert und – falls Gelegenheit besteht – gleichzeitig durch Masturbation zum Orgasmus gebracht, anderenfalls möglichst bald danach. Die Suche nach einer passenden Gelegenheit wird als spannend empfunden, was zur Luststeigerung beiträgt. Voyeure suchen gezielt nach Orten, an denen Menschen sich unbekümmert ausziehen. Bei Voyeuren beliebt sind alle Situationen, in welchen sich Menschen unbekleidet oder nur knapp bekleidet zeigen, beispielsweise Strände oder Badeseen, FKK-Gebiete, Umkleidekabinen, öffentliche Toiletten, Saunen und Sentōs oder Fenster, durch die sie bei Einbruch der Dunkelheit und eingeschalteter Zimmerbeleuchtung ihre Opfer beobachten. Weil das Betrachten der Geschlechtsorgane für Voyeure wichtig ist, bevorzugen sie Gelegenheiten, bei denen dies länger als nur für Sekundenbruchteile möglich ist, also das Ziel der Begierde sich nur wenig und langsam bewegt. Voyeure wenden viel Aufwand auf, um mit unterschiedlichen Hilfsmitteln Sichtschutzmaßnahmen zu unterlaufen, ihr Verhalten zu tarnen und unerkannt zu bleiben. Die üblichen von Voyeuren benutzten Hilfsmittel sind Ferngläser und Fernrohre. Immer mehr Bedeutung erlangen Webcams, die man wegen ihrer versteckten Installation auch hidden cam nennt, sowie Mobiltelefone mit Kamera. Selten benutzt werden Richtmikrofone, mit deren Hilfe sie sich akustisch über bevorstehende Handlungen (Entkleiden, Umziehen etc.) der Objekte ihres Interesses informieren können. Mit Digitalkameras und Smartphones nahm die Straßen-Voyeur-Fotografie deutlich zu. Fast ausschließliches Motiv dabei sind Rückansichten (mit Ausnahme des Cameltoe) von jungen Frauen und Mädchen in bevorzugt engen Hosen (Jeans, Leder, Leggins) oder es wird unter den Rock fotografiert („Upskirting“). Die Opfer werden in Fußgängerzonen, am Strand, beim Shoppen, im öffentlichen Personennahverkehr oder öffentlichen Veranstaltungen ohne ihr Wissen abgelichtet oder gefilmt.
Im Internet existieren einschlägige Foren, sog. „Candid-Boards“, in denen die Mitglieder untereinander Fotografien der obengenannten Art austauschen und kommentieren. Meist gibt es mehrere Bereiche innerhalb des Forums, d. h., es gibt einen öffentlichen und einen nicht-öffentlichen Bereich. Zugang zum geschützten Bereich erhalten nur Mitglieder auf Einladung, die zuvor mehrere eigene Bilder hochgeladen und aktiv andere Beiträge kommentiert haben.
Durch die Trennung des Forums in zwei Bereiche wird es den eingeladenen Benutzern ermöglicht, auch „brisanteres Material“, welches von der Allgemeinheit der Websurfer als anstößig empfunden wird, zu tauschen. Neben den Foren, deren Zugang meist erst nach Registrierung per E-Mail möglich ist, gibt es auch eine Vielzahl an offenen Blogs, die Fotos oder Videos mittels One-Click-Filehostern verbreiten.

## Strafrechtliche Relevanz

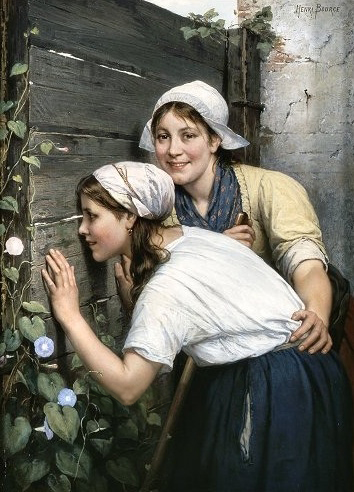
Mädchen beim Spannen von Henri Jacques Bource (1826)

### Deutschland
Voyeurismus ist als solcher kein Straftatbestand, allerdings können voyeuristische Handlungen, insbesondere Bildaufnahmen in manchen Fällen strafbar sein. § 201a StGB regelt, dass unbefugte Aufnahmen einer Person, „die sich in einer Wohnung oder einem gegen Einblick besonders geschützten Raum befindet“, nicht erlaubt sind, solange diese nicht die Einwilligung dazu gibt. Der Täter wird mit bis zu zwei Jahren Freiheitsstrafe oder Geldstrafe bestraft. Wer eine solche Aufnahme benutzt oder einem Dritten zugänglich macht, wird ebenso bestraft.
Seit 1. Januar 2021 gibt es außerdem den § 184k, der sich gegen Bildaufnahmen in die Kleidung richtet.
Unabhängig von o. g. Vorschriften besteht das Recht am eigenen Bild, das die Verbreitung von Bildnissen einschränkt.

### Belgien
Voyeurismus wird mit bis zu fünf Jahren Gefängnisstrafe bestraft (Artikel 417/8 Strafgesetzbuch (Belgien), hinsichtlich mildernder Umstände vgl. Art. 79–85). 
Das ab 8. April 2026 geltende neue Strafgesetzbuch sieht bis zu vier Jahren Gefängnisstrafe vor (Artikel 135 i. V. m. Artikel 36).

## Voyeurismus als Störungsbegriff
Die „Voyeuristische Störung“ ist nach ICD-11 eine „Paraphile Störung“, die wie folgt beschrieben wird:
Die voyeuristische Störung ist durch ein anhaltendes, fokussiertes und intensives Muster sexueller Erregung gekennzeichnet, das sich durch anhaltende sexuelle Gedanken, Phantasien, dranghafte Bedürfnisse oder Verhaltensweisen äußert, bei denen eine ahnungslose Person beobachtet wird, die nackt ist, sich gerade entkleidet oder sexuelle Handlungen vornimmt. Damit eine voyeuristische Störung diagnostiziert werden kann, muss die betreffende Person diese Gedanken, Phantasien oder dranghaften Bedürfnisse ausgelebt haben oder durch sie stark beeinträchtigt sein. Die voyeuristische Störung schließt ausdrücklich einvernehmliche voyeuristische Verhaltensweisen aus, die mit dem Einverständnis der beobachteten Person(en) erfolgen.
Die Klassifikation als Krankheit beziehungsweise Störung wird, wie bei anderen psychischen Störungen auch, nur dann erfolgen, wenn ein starker Leidensdruck seitens des Individuums oder aber eine massive soziale Beeinträchtigung vorliegt. Die Grenze zwischen bei jedem Menschen vorhandener Lust am Schauen und krankhaftem Voyeurismus ist nicht eindeutig definiert. Therapiebedarf besteht in der Regel, wenn der Betroffene die Persönlichkeitsrechte anderer verletzt oder polizeilich auffällig geworden ist.
Einer dänischen Studie zufolge ging das Ausmaß des strafrechtlich relevanten heimlichen Voyeurismus massiv zurück, als in den 1970er Jahren in Dänemark die Pornografie legalisiert wurde. Anscheinend stellt die kommerzielle Pornografie eine Befriedigungsmöglichkeit dar, die ohne sie durch Spannen befriedigt werden würde.

## Erweiterung des Begriffes
Schaulustige, abwertend „Gaffer“ genannt, werden gelegentlich ebenfalls als Voyeure bezeichnet. Ebenso wird der Begriff häufig in der Medienkritik über Boulevardmedien und Fernsehformate wie das sogenannte „Ekelfernsehen“ verwendet.